# Dominique Prieur
Pour les articles homonymes, voir Prieur (homonymie).
Dominique Prieur, née Dominique Maire en 1949, est officier des forces armées françaises et ancien membre de la DGSE (les services secrets français). À partir de 1985, elle fut médiatisée à l'occasion de l'affaire du Rainbow Warrior, une affaire judiciaire entre la France et la Nouvelle-Zélande dans laquelle elle a été reconnue coupable d'homicide involontaire.

## Biographie
Après des études à la faculté de lettres de Dijon et une courte période où elle enseigna, Dominique Prieur s'est engagée dans l'armée française en 1974 et a été recrutée comme agent secret en août 1977, à la DGSE, au sein du Service action. 

### Affaire duRainbow Warrior
Après avoir travaillé au sein de la Direction du renseignement de la DGSE, où elle était chargée du suivi des organisations européennes, Dominique Prieur a été missionnée pour entrer sous un faux nom en Nouvelle Zélande, à Auckland, en juillet 1985, dans le but de couler le bateau Rainbow Warrior. 
Se faisant passer pour un jeune couple en lune de miel avec l’agent Alain Mafart, qui jouait le rôle de son mari, elle avait l’objectif d’empêcher le navire de Greenpeace de perturber les essais nucléaires français qui devaient avoir lieu sur l’atoll de Mururoa en prenant à sa charge l’organisation logistique et l’évacuation des autres agents impliqués dans la même opération. Elle devait principalement permettre l'évacuation des hommes grenouilles qui posèrent une bombe sous le Rainbow Warrior, dans la nuit du 10 juillet 1985, provoquant la mort du photographe néerlandais Fernando Pereira et coulant le bateau.
Dominique Prieur est arrêtée quelques heures après l’attentat et accusée de meurtre. Incarcérée tout d'abord dans l'aile réservée aux femmes de la prison de Mount Eden, située à Auckland (tandis qu'Alain Mafart est incarcéré dans l'aile réservée aux hommes),, elle est par la suite transférée à la prison pour femmes de Christchurch (en), située dans la ville du même nom, jusqu’à son procès tandis qu'Alain Mafart reste à Auckland mais est transféré à la prison de Paramoremo,,. Elle plaide coupable des accusations d'homicide involontaire et de dommages volontaires devant le tribunal de district d'Auckland et est condamnée à dix ans d'emprisonnement le 22 novembre 1985. Après un accord avec la France, le gouvernement néo-zélandais a accepté de transférer Dominique Prieur sur l’île de Hao en Polynésie française, où elle fut assignée à résidence avec son collègue Alain Mafart. Elle ne revient en métropole que le 6 mai 1988, presque trois ans après l'opération.

### Retour en France, et poursuite de sa carrière professionnelle
En 1989, Dominique Prieur a été promue au grade de commandant, puis, en 2002, elle a été promue au grade de colonel.
En 1995, Dominique Prieur a publié un livre Agent secrète à propos de son rôle dans l'attentat. Sur la mort de Pereira, elle écrit : 

« Nous étions terrifiés et consternés... Nous n'étions pas venus ici pour tuer qui que ce soit. »

En 2005, Dominique Prieur et Alain Mafart ont saisi la Cour suprême de Nouvelle-Zélande pour empêcher la diffusion à la télévision des images de leurs plaidoyers de culpabilité. La Cour suprême a néanmoins autorisé la diffusion des images. 
En 2009, Dominique Prieur a été embauchée comme directrice des ressources humaines des sapeurs pompiers de Paris.

### Vie privée
Dominique Prieur est l'épouse de Joël Prieur, général de division, ancien commandant de la Brigade des Sapeurs Pompiers de Paris (BSPP) d'octobre 2007 à juillet 2011.